# HD 47703
HD 47703，又名BD+36 1482，SAO 59365、HR 2452，是一颗恒星，视星等为6.46，位于銀經179.3，銀緯13.69，其B1900.0坐标为赤經6h 34m 54.8s，赤緯+36° 13.69′ 31″。